# Grupo Pestana
O Grupo Pestana é um grupo português no sector do Turismo.
Desenvolve a sua actividade principalmente no sector do Turismo, tendo ainda interesses na Indústria e nos Serviços. Em 2023, gere unidades hoteleiras em 16 países em três continentes distintos, num total de 108 hotéis e cerca de 5 500 colaboradores.
O Grupo tem tem ainda uma companhia de aviação charter, seis campos de golfe, dois casinos, três empreendimentos de imobiliário turístico, 12 empreendimentos de Timeshare e um operador turístico, com o objetivo de oferecer produtos completos e mais atrativos. Na indústria e nos serviços, o grupo de Dionísio Pestana participa na empresa de cervejas da Madeira e na Sociedade de Desenvolvimento da Madeira, gestora do Centro Internacional de Negócios da Madeira. Ao todo são nove as áreas de negócio onde opera: hotelaria, golfe, casinos, imobiliário turístico, aviação, distribuição turística, timesharing, indústria e serviços.
É, no entanto, no seu principal negócio, a hotelaria, que o Grupo Pestana é reconhecido como líder. Ao longo dos, o grupo, que têm vivido ciclos e contra ciclos, continua a crescer e a investir de forma sustentada. Desde 2003 o Grupo Pestana gere a rede de Pousadas de Portugal Localizadas em locais exclusivos, esta rede possui características únicas e distintivas uma vez que muitas das suas unidades estão localizadas em Castelos, Conventos e Palácios recuperados especificamente para este fim.
Em 2012, o maior grupo hoteleiro português inaugurou a Pousada de Cascais, a maior do país, o premiado projeto sustentável Pestana Troia Eco-Resort & Residences e a primeira unidade na Colômbia, o Pestana Bogotá 100. Os primeiros hotéis do Grupo em Marrocos e na América do Norte: o Pestana Casablanca e o Pestana South Beach, em Miami, abriram portas em 2013 e Pestana Cayo Coco, localiza-se em Cayo Coco, Cuba e funciona no regime de All Inclusive.

## História
Tudo começou na Madeira, onde o Grupo abriu o primeiro hotel em 1972, o icónico Pestana Carlton Madeira. Um hotel com mais de 300 quartos, erguido por Manuel Pestana, fundador do Grupo e pai de Dionísio Pestana, que regressara à terra natal para realizar o sonho de construir um hotel de luxo na sua ilha. Foi a partir de uma visão inovadora do jovem Dionísio Pestana- que em 1976 regressou também da África do Sul — que começou a erguer-se o atual grupo internacional. Na década de 70 num contexto de crise nacional, foram necessários alguns anos para que o primeiro hotel atingisse a excelência desejada. Para tal contribuiu também decisivamente o caminho pioneiro desenhado por Dionísio Pestana com a aposta no timeshare, um modelo totalmente inovador em Portugal, à época, e que permitiu alavancar o desenvolvimento da marca.
Gradualmente foi-se desenhando uma estratégia de crescimento sustentado assente na diversificação para serviços complementares. As apostas seguintes, na década de 90, passaram por investimentos nas áreas do imobiliário turístico e no golfe que permitiram à marca Pestana criar base no Algarve, território chave do turismo nacional e primeiro passo para a sua liderança no país. O primeiro passo no caminho da internacionalização dá-se em 1998, com a abertura das unidades de Moçambique e, logo no ano seguinte, com a aposta no destino Brasil com a compra do Pestana Rio Atlântica no Rio de Janeiro, a que se juntaram gradualmente outras oito unidades .
Em 2001 o Grupo Pestana inaugura o seu flagship hotel em Lisboa, o Pestana Palace Hotel & National Monument, fruto da recuperação do Palácio de Valle Flor e dos seus jardins, ambos Monumentos Nacionais, uma unidade “The Leading Hotels of the World”. Dois anos mais tarde, em 2003 e ainda em Portugal, o Grupo Pestana ganha o concurso internacional para gerir a cadeia Pousadas de Portugal.
África do Sul, Cabo Verde, Argentina, São Tomé e Príncipe e Venezuela vão se juntando ao mapa cada vez mais global da marca Pestana, ao longo desta primeira década do século XXI. A abertura do Pestana Chelsea Bridge, em Londres, em 2010, dá início a um novo eixo de expansão do Grupo, para as capitais europeias, a que se junta, em 2011, a capital alemã, com o Pestana Berlim Tiergarten. Em 2012 a presença estende-se a Bogotá na Colômbia e já este ano 3 novas aberturas: Casablanca - Marrocos, Miami - Estados Unidos da América e Cayo Coco - Cuba. Os resultados deste percurso de 40 anos são claros: o Grupo Pestana é o maior grupo hoteleiro português com presença em 16 países, em três continentes.
O Grupo continua a estudar novas formas de desenvolvimento, dentro e fora do país, com as principais cidades europeias e a América do Sul a ser a grande aposta do Grupo. 

## Pestana no Brasil
| Cidade (Localização)             | Estado         |
| -------------------------------- | -------------- |
| Curitiba                         | Paraná         |
| Rio de Janeiro (Copacabana)      | Rio de Janeiro |
| Rio de Janeiro (Barra da Tijuca) | Rio de Janeiro |
| Salvador (Bahia Lodge)           | Bahia          |
| Salvador (Convento do Carmo)     | Bahia          |
| São Paulo                        | São Paulo      |